# Мусієнкове
Мусіє́нкове — село в Україні, у Самарівському районі Дніпропетровської області. Населення за переписом 2001 року становить 270 осіб. Орган місцевого самоврядування - Чернеччинська сільська рада.

## Географія
Село Мусієнкове знаходиться на березі річки Заплавка, вище за течією примикає село Заплавка, нижче за течією примикають села Гупалівка та Чернеччина. Поруч проходить автомобільна дорога Т 0412.

## Історія
1886 року поселення Мусієнківські Хутори входили до Чернеччинської волості Новомосковського повіту. Тут мешкало 509 особи. Тут було 98 дворів.
1989 року за переписом тут проживало приблизно 360 осіб.
Уродженцем села є комкор і сподвижник маршала І. Якіра , видний військовий діяч часів громадянської війни Ілля Іванович Гаркавий (1888-1937), командувач Уральським військовим округом, жертва сталінських репресій.